# Wrestling Dontaku 2015
L’édition 2015 de Wrestling Dontaku est une manifestation de catch télédiffusée et visible en paiement à la séance ou en streaming payant via Ustream ou sur New Japan Pro Wrestling World (en). L'événement, produit par la New Japan Pro Wrestling (NJPW), a eu lieu le 3 mai 2015 au Fukuoka Kokusai Center à Fukuoka, dans la région de Kyūshū. Il s'agit de la douzième édition de Wrestling Dontaku et est le sixième pay-per-view de la NJPW en 2015.

## Contexte
Les spectacles de la New Japan Pro Wrestling en paiement à la séance sont constitués de matchs aux résultats prédéterminés par les scénaristes de la NJPW. Ces rencontres sont justifiées par des storylines — une rivalité avec un catcheur, la plupart du temps — ou par des qualifications survenues dans les shows précédents. Tous les catcheurs possèdent une gimmick, c'est-à-dire qu'ils incarnent un personnage gentil ou méchant, qui évolue au fil des rencontres. Un pay-per-view comme Wrestling Dontaku est donc un événement tournant pour les différentes storylines en cours.

### Shinsuke Nakamura contre Hirooki Goto
Après avoir rivé les épaules de Shinsuke Nakamura lors de Invasion Attack 2015 le 5 avril dans un Six Man Tag Team match et après avoir défié celui-ci après la confrontation, Hirooki Goto obtient légitimement un match de championnat pour le IWGP Intercontinental Championship le jour suivant. Hirooki Goto affirme ensuite vouloir conquérir le titre intercontinental et de l'unifier avec le titre poids-lourd IWGP.

## Tableau des matchs
| # | Matchs, | Stipulations                                                                    | Temps |
| - | --- | ------------------------------------------------------------------------------- | ----- |
| 1 | Jushin Thunder Liger, Máscara Dorada, Tiger Mask et Yuji Nagata battent Captain New Japan, Manabu Nakanishi, Ryusuke Taguchi et Kushida | Eight Man Tag Team match                                                        | 8:29  |
| 2 | Kota Ibushi & Yohei Komatsu battent Sho Tanaka & Tetsuya Naito                                                                          | Match par équipe                                                                | 11:55 |
| 3 | Hiroyoshi Tenzan, Satoshi Kojima et Tomoaki Honma battent Bullet Club (Bad Luck Fale, Cody Hall et Tama Tonga)                          | Six Man Tag Team match                                                          | 8:57  |
| 4 | Young Bucks (Matt Jackson & Nick Jackson) battent reDRagon (Kyle O'Reilly & Bobby Fish) vs. Roppongi Vice (Baretta & Rocky Romero) (c)  | Three Way Tag Team match pour les IWGP Junior Heavyweight Tag Team Championship | 17:17 |
| 5 | Kenny Omega (c) bat Alex Shelley (avec Kushida et Ryusuke Taguchi)                                                                      | Match simple pour le IWGP Junior Heavyweight Championship                       | 16:07 |
| 6 | The Kingdom (Michael Bennett, Matt Taven et Maria Kanellis) battent Bullet Club (Doc Gallows, Karl Anderson et Amber Gallows)           | Six Person Intergender Tag Team match                                           | 8:09  |
| 7 | Hiroshi Tanahashi, Togi Makabe et Katsuyori Shibata battent Toru Yano, Tomohiro Ishii et Kazushi Sakuraba                               | Six Man Tag Team match                                                          | 15:52 |
| 8 | Bullet Club (A.J. Styles & Yujiro Takahashi) battent Chaos (Kazuchika Okada & Yoshi-Hashi                                               | Match par équipe                                                                | 13:20 |
| 9 | Hirooki Goto bat Shinsuke Nakamura (c)                                                                                                  | Match simple pour le IWGP Intercontinental Championship                         | 20:53 |